# تستوسترون (دارو)
تستوسترون (به انگلیسی: Testosterone)، تستوسترون تی (به انگلیسی: Testosterone T) یا تستوسترون صناعی (به انگلیسی: Testosterone Medication) یک داروی هورمونی با اثرات آندروژنیک از خانوادهٔ استروئیدهای آنابولیک است.

## نحوهٔ اثر و عوارض جانبی
تستوسترون از تغییرات شیمیایی بر روی کلسترول در بدن به ساخته می‌شود و پس از ترشح در بافتهای هدف به وسیله آنزیم ۵ – آلفا ردوکتاز به دی-هیدرو تستوسترون تبدیل شده و عمل می‌کند.
در سال ۱۷۷۱ جان هانتر نشان داد که می‌توان به وسیله پیوند بیضه از خروس به مرغ، آثار جنی نوع نر را در مرغ ایجاد کرد. در سال ۱۸۴۹، برتولد نشان داد که می‌توان علایم اختگی را به وسیله پیوند غدد جنسی از میان برداشت. آندروسترون اولین هورمون مردانه بود که توسط بوته نانت در سال ۱۹۳۱ جداسازی شد، روزیکا و همکارانش سنتز آنرا در سال ۱۹۳۴ انجام دادند. تستوسترون به وسیله لاکوئه و دستیارانش در سال ۱۹۳۵ جداسازی شد و در همان سال توسط روزیکا و وُتشتاین ساخته شد، پس از تستوسترون سایر آندروژنها به سرعت جداسازی شدند. اصلاح مولکولی این هورمون‌های طبیعی به تولید سایر آندروژن‌ها، استروئیدهای آنابولیک و آنتی آندروژن‌ها منجر شد.
تستوسترون و مشتقاتش دارای اثرات آندروژنیک می‌باشند، یعنی در زنان موجب کلفت شدن صدا، بزرگ شدن کلیتوریس شده و در مردان پیش از سن بلوغ باعث بزرگی آلت، نعوظ مداوم و غیرطبیعی آلت و بسته شدن زود رس صفحات رشد طولی استخوان، در مردان پس از سن بلوغ باعث آتروفی بیضه، کاهش حجم انزال، کاهش اسپرم، بزرگی پستان و رشد غدد شیری در مرد (ژنیکوماستی)، طاسی سر، پرمویی بدن و ایمپوتانس می‌شود. البته فقدان فعالیت آندروژنی به وسیله کاهش عملکرد بیضه‌ها یا اخته کردن منجر به بروز عوارض ذیل می‌گردد:
عدم بلوغ، بلند قدی بیش از حد، دستها و پاهای دراز، صدا نازک و زنانه، عضلات ضعیف، اجتماع چربی در نواحی شانه، پستان، ران، و شکم که موجب ظاهر زنانه می‌شود، بروز ننمودن طاسی مردانه، کم پشت شدن یا عدم رویش ریش و سایر موهای بدن، عدم رشد دستگاه تناسلی، کاهش یا عدم وجود میل جنسی.
تستوسترون و مشتقاتش علاوه بر آثار آندروژنیک دارای آثار آنابولیک نیز هستند که همین مسئله باعث کاربرد آنها در بین ورزشکاران گردیده‌است، دانشمندان از سال ۱۹۳۵ به فکر جداسازی و اصلاح مولکول تستوسترون به نحوی افتادند که تنها موجب بروز اثرات آنابولیک شود. تلاش دانشمندان در این زمینه با موفقیت نسبی روبرو شد و منجر به تولید استروئیدهای آنابولیک، که آنها نیز دارای عوارض آندروژنیک هستند، گردید. با آلکیله کردن مولکول تستوسترون در موقعیت کربن ۱۷ – آلفا منجر به تولید ترکیباتی شد که از طریق خوراکی مؤثر بوده و در برابر تجزیه کبدی مقاومت می‌نمودند

## اشکال دارویی
قرصهای ۱۰۰ تا ۲۰۰ میلی‌گرمی برای کاشت در زیر پوست، کپسول ۴۰ میلی‌گرمی، آمپولهای ۲۵، ۵۰ و ۱۰۰ (در برخی کشورها تا ۲۵۰) میلی‌گرمی و سوسپانشن‌های استریل ۲۵، ۵۰ و ۱۰۰ میلی‌گرمی.

## خواص آزمایشگاهی
پودر کریستالی سفید رنگ غیرقابل حل در آب، قابل حل در الکل، کلروفورم، اتر، استون و نوع پروپیونات در روغنهای گیاهی نیز حل می‌شود. همه ترکیبات فوق حساس در برابر نور هستند.
دوزاژ پزشکی مصرف این دارو ۵۰تا۴۰۰mg هر دو یا سه هفته از راه تزریق عضلانی و ۴۰ تا ۱۲۰mg از راه خوراکی است.

## جستارهای وابسته

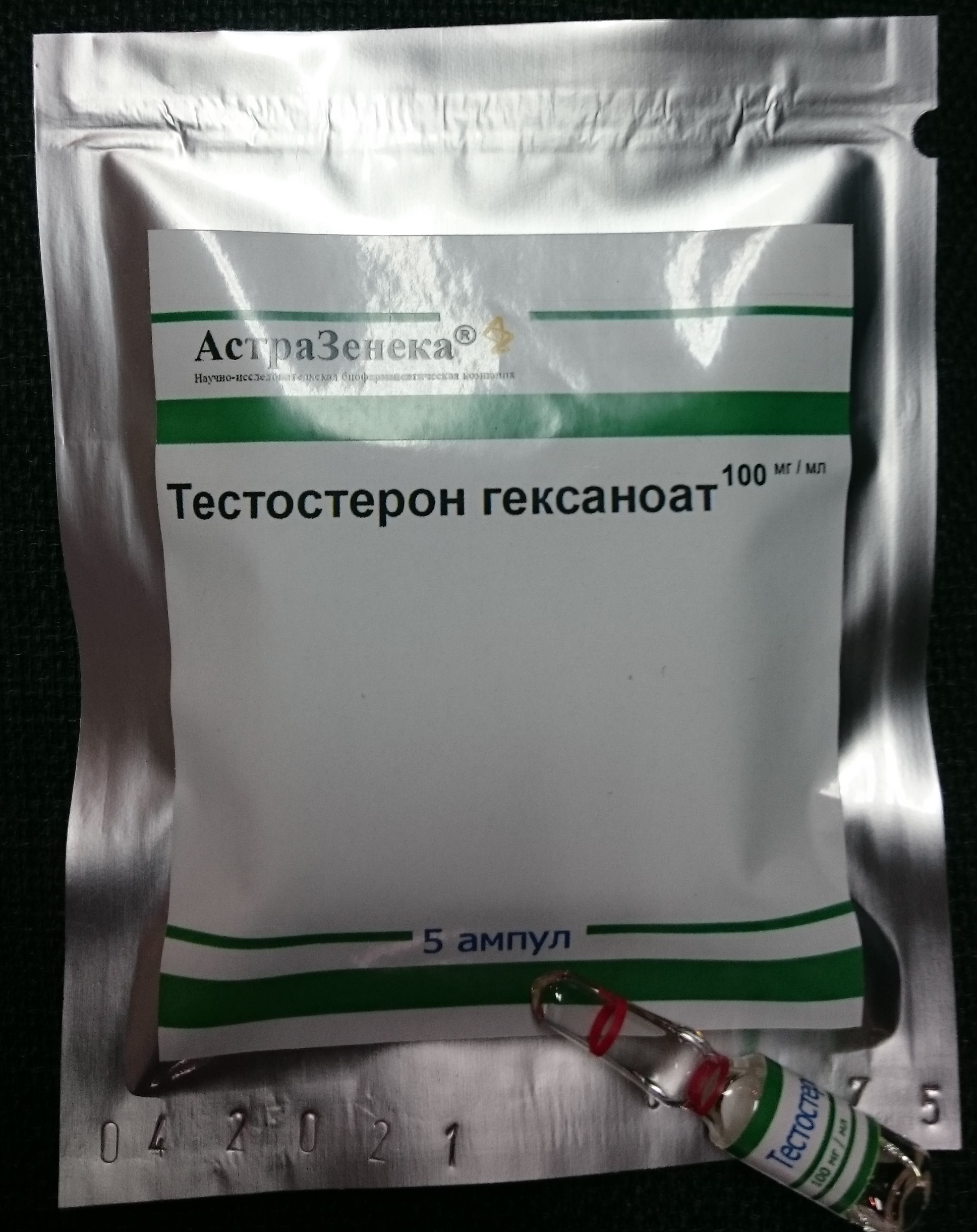
تستوسترون هگزانوات که دیگر در اروپا و آمریکا تولید نمی‌شود و تنها در روسیه به بازار عرضه می‌شود.
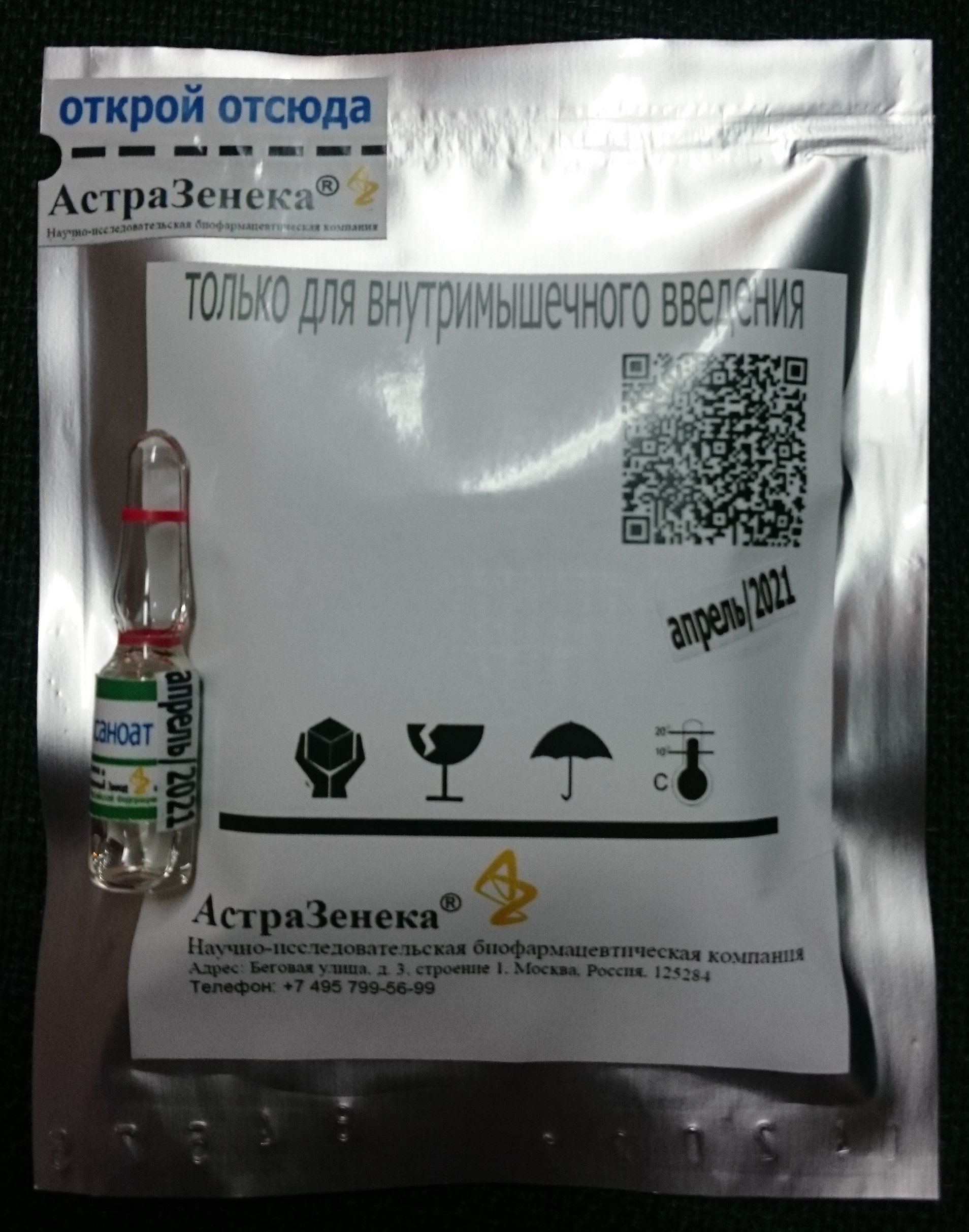
تستوسترون هگزانوات